# バルニム4世 (ポメラニア公)
バルニム4世（Barnim IV., 1319/20年 - 1365年8月22日）は、ポメラニア＝ヴォルガスト公（在位：1326年 - 1365年）。ポメラニア公ヴァルティスラフ4世とその妃エリーザベトの息子。善良公（ポーランド語：Dobry）とよばれる。

## 生涯
バルニム4世は1324年に母エリーザベトおよび兄ボギスラフ5世とともに文書の発行者として資料に初めて確認される。1343年の時点でも、バルニムは自身の印章を持っていなかった。これは、バルニムの誕生が1319年から1320年であることを示している。資料によると、バルニムは領地の統治において主要な役割を果たしていなかったようで、公領は兄ボギスラフ5世（大公）が代わって統治した。
1343年7月11日、バルニム4世は兄ボギスラフ5世とポーランド王カジミェシュ3世とドイツ騎士団に対抗するため同盟を締結した。これにより、同年7月8日にポーランド王とドイツ騎士団との間で締結されたカリシュ条約の不可侵権が保証された。
兄ボギスラフ5世から共同統治を認められ、リューゲン島を統治した。善良公というあだ名は、14世紀の『Genealogia bukowska』に記されている。

## 結婚と子女
バルニム4世は、おそらくヴェルレ＝ギュストロー領主ヨハン2世の娘でザクセン＝ラウエンブルク公アルブレヒト4世の未亡人であったゾフィー・フォン・ヴェルレと結婚した。2人の間には3子が生まれた。
- ヴァルティスラフ6世（1346年 - 1395年） - ポメラニア＝バルト公
- ボギスラフ6世（1354/6年 - 1393年） - ポメラニア＝ヴォルガスト公
- エリーザベト（1360年 - 1388年） - メクレンブルク公マグヌス1世と結婚[6]

バルニム4世から、一族の中で最も長く続いたヴォルガスト系グリフ家が誕生した。バルニムの4代目の子孫であるエーリヒ2世は、1459年にスウプスク公領、1464年にシュチェチン公領を継承した。ヴォルガスト公領はエーリヒ2世の弟であるヴァルティスラフ10世が保持したが、ヴァルティスラフ10世の死後、西ポメラニア全土はエーリヒ2世の子孫が継承した。